# محمد طیب العلوی
محمد طیب العلوی (انگلیسی: Mohammed Tayeb Al Alawi؛ زادهٔ ۱۳ اکتبر ۱۹۸۹) بازیکن فوتبال اهل بحرین است.
از باشگاه‌هایی که در آن بازی کرده‌است می‌توان به باشگاه فوتبال النجمه بحرین و باشگاه ورزشی الرفاع اشاره کرد.
وی همچنین در تیم ملی فوتبال بحرین بازی کرده‌است.

## زندگی شخصی
او در ۲۰ ژوئیهٔ ۲۰۲۰  با بازیگر بحرینی، ابرار سبت ازدواج کرد. ابرار سبت در ژوئن ۲۰۲۲ از آمدن اولین دخترش خبر داد که نام او رتیل است. 